# 28-я авиационная бригада
28-я тяжёлая бомбардировочная авиационная бригада — воинское соединение ВВС РККФ СССР перед Второй мировой войной. Одно из первых авиационных формирований на Дальнем востоке СССР.

## История
В соответствии с приказом командующего МСДВ № 0243 от 17/18.04.1933 года, с 1 апреля четыре авиационных эскадрильи — 110-я, 111-я, 112-я тяжёлобомбардировочные авиационные эскадрильи и 55-я крейсерская авиационная эскадрилья, вместе с управлением 19-й авиационной бригады, перебазировались из Хабаровска на приморский аэродром в районе с. Воздвиженка. Там они, вместе со 109-й ТБАЭ (бывш. 70-я ТБАЭ), составили 28-ю тяжёлую бомбардировочную авиационную бригаду, под командованием комбрига А. Г. Добролежа.
По состоянию на 1935 год в составе бригады были: 28-я отдельная истребительная авиационная эскадрилья, 55-я крейсерская авиационная эскадрилья, 109-я тяжёлобомбардировочная авиационная эскадрилья, 110-я тяжёлобомбардировочная авиационная эскадрилья, 111-я тяжёлобомбардировочная авиационная эскадрилья, 112-я тяжёлобомбардировочная авиационная эскадрилья, 28-й отдельный тренировочный авиационный отряд.
На вооружении эскадрилий авиабригады были в основном самолёты ТБ-1 и ТБ-3.
Весной 1938 года 28-я тяжёлая бомбардировочная авиационная бригада была расформирована, а её командир арестован и вывезен в Москву, где осуждён и расстрелян. Осенью 1938 года на аэродроме Воздвиженка из подразделений бригады был сформирован 10-й тяжёлый бомбардировочный авиационный полк, в конце того же года полк был передан в состав ВВС ОКДВА.

## Командиры
- комбриг А. Г. Добролеж, с 1933 по 1938 год, репрессирован